# لولاكي (ألبوم)
لولاكي هو البوم للفنان المصري علي حميدة، تم إصداره في 11 يوليو 1988.

## تفاصيل
يعد هذا الالبوم أول ألبومات النجم علي حميدة. وقد وضع له قدما على الساحة الفنية، حيث احدث ثورة في عالم الأغنية العربية عندما طرحت أغنية »لولاكي« للمطرب علي حميدة، وكانت هذه الأغنية بمثابة اتجاه جديد للأغنية من جميع الأشكال:الكلمة، واللحن، والتوزيع الموسيقى، كل شئ كان مختلفاً . وقد تم بيع أكثر من 6,000,000 نسخة إلى جميع انحاء العالم الشرقي وكذلك الغربي وإعتُبرت هذه الكمية الهائلة من البيع برقم قياسي لم يسبق له مثيل .

## قائمة الأغاني
| التصنيف | اسم الاغنية | زمن الاغنية | كلمات      | لحن           | توزيع        |
| ------- | ----------- | ----------- | ---------- | ------------- | ------------ |
| 1       | لولاكي      | 4:49        | عزت الجندي | سامي الحفناوي | حميد الشاعري |
| 2       | من صغري     | 6:11        | عادل عمر   | حميد الشاعري  | حميد الشاعري |
| 3       | حبابه       | 4:06        | عادل عمر   | حميد الشاعري  | حميد الشاعري |
| 4       | بيكي        | 3:36        | علي حميدة  | علي حميدة     | حميد الشاعري |
| 5       | زينا        | 4:28        | عادل عمر   | حميد الشاعري  | حميد الشاعري |
| 6       | وينها       | 4:19        | علي حميدة  | علي حميدة     | حميد الشاعري |
| 7       | يا موجا     | 4:46        | علي حميدة  | علي حميدة     | حميد الشاعري |
| 8       | عني         | 4:42        | عادل عمر   | حميد الشاعري  | حميد الشاعري |